# 2Moons: The Series (phim)
2Moons: The Series (Tiếng Thái: เดือน เกี้ยว เดือน) là một bộ phim truyền hình LGBT của Thái Lan năm 2017 hiện đang được phát sóng trên GMM One từ ngày 7 tháng 5 năm 2017 đến nay với sự tham gia của Suradet Piniwat, Itthipat Thanit, Warodom Khemmonta, Panuwat Kerdthongtavee, Darvid Kreepolrerk và Thanapon Jarujitranon. Bộ phim được chuyển thể từ tiểu thuyết เดือนเกี้ยวเดือน (Moon Courting Moon) của Chiffon Cake. Bộ phim sẽ được chia thành 3 phần với tổng cộng 36 tập.

## Cốt truyện
Wayo được nhận vào học tại trường Đại học Kantaphat, Khoa Khoa học, cùng trường với Phana - đàn anh năm hai mà cậu luôn yêu mặc dù chưa bao giờ tìm được cơ hội nói chuyện với anh. Khi Wayo trở thành "mặt trăng" của khoa, cả hai bắt đầu giành nhiều thời gian bên nhau vì bản thân Phana là "mặt trăng" của trường năm trước và có nhiệm vụ giám sát các tân sinh viên tham gia cuộc thi. Ban đầu, tính cách của Phana khiến cho Wayo gặp khó khăn trong bất gì cuộc giao tiếp đơn giản nào nhưng cả hai đã dần tiến lại gần nhau hơn.
Vì vậy, Wayo bắt đầu thân với bạn bè của Phana, Beam và Kit. Kit cũng bắt đầu yêu Ming, bạn thân của Wayo.

## Phân vai
| Nhân vật                              | Đóng bởi                   | Mùa | Mùa | Mùa |
| Nhân vật                              | Đóng bởi                   | 1   | 2   | 3   |
| ------------------------------------- | -------------------------- | --- | --- | --- |
| Phana Kongthanin (Doctor Pha)         | Itthipat Thanit            | ✔   |     |     |
| Phana Kongthanin (Doctor Pha)         | Benjamin Brasier           |     | ✔   |     |
| Wayo Panitchayasawad (Yo)             | Suradet Piniwat            | ✔   |     |     |
| Wayo Panitchayasawad (Yo)             | Teerapat Ruangritkul       |     | ✔   |     |
| Mingkwan Daichapanya (Ming)           | Varodom Khemmonta          | ✔   |     |     |
| Mingkwan Daichapanya (Ming)           | Archen Aydin               |     | ✔   |     |
| Mongkol Intochar (Kit, KitKat, Kitty) | Panuwat Kerdthongtavee     | ✔   |     |     |
| Mongkol Intochar (Kit, KitKat, Kitty) | Kornchid Boonsathitpakdee  |     | ✔   |     |
| Jaturapoom Jamornhum (Forth)          | Darvid Kreepolrerk         | ✔   |     |     |
| Jaturapoom Jamornhum (Forth)          | Naret Promphaopun          |     | ✔   |     |
| Baramee Vongviphan (Beam)             | Thanapon Jarujitranon      | ✔   |     |     |
| Baramee Vongviphan (Beam)             | Woranart Ratthanaphast     |     | ✔   |     |
| Suphat Wijittan (Pring)               | Nopparat Monsintorn        | ✔   |     |     |
| Suphat Wijittan (Pring)               | Kanyarat Katiya            |     | ✔   |     |
| Natedaojit Umnhoy (Nate)              | Maryann Elizabeth Porter   | ✔   |     |     |
| Suthee Sittiprapaphan                 | Phongsathorn Padungktiwong | ✔   | ✔   |     |
| Park                                  | Sattapong Hongkittikul     | ✔   |     |     |
| Park                                  | Pongkorn Wongkrittiyarat   |     | ✔   |     |
| Montri (Fairy Angel Gang Leader)      | Phee Pikulngern            | ✔   | ✔   |     |
| Cake (Angel Gang)                     | Chanidapha Leksongcharoen  | ✔   |     |     |
| Cake (Angel Gang)                     | Samantha Melanie Coates    |     | ✔   |     |
| Twin (Angel Gang)                     | Jirayu Sutthisat           | ✔   | ✔   |     |
| Twin (Angel Gang)                     | Jirawat Sutthisat          | ✔   | ✔   |     |
| Fatty (Angel Gang)                    | Sathitpong Taiworachot     | ✔   | ✔   |     |

## Âm nhạc
- Pause - ''Kae Dai Bpen Kon Soot Tai Tee Tur Kit Teung'' (nhạc mở đầu)
- Witwisit Hiranyawongkul - ''Nup Neung Gun Mai'' (nhạc kết tập 1-3, 9-10, 12 + 1 special)
- Meme - ''Eek Krung... Dai Mai'' (nhạc kết tập. 4-8)
- Suradet Piniwat - ''Kon Tummadah (Cover Version)'' (nhạc kết11)
- The Bottom Blues - ''1 2 3 4 5 I Love You''
- Calories Blah Blah - ''Yahk Roo... Dtae Mai Yahk Tahm''

## Giải thưởng và đề cử
- LINE TV Awards 2018 - Best Kiss Scene (Itthipat Thanit and Suradet Piniwat)[2]